# Ernst Fetterlein
Ernst Constantin Fetterlein (* 3. April 1873 im Russischen Kaiserreich; † 1944 im Vereinigten Königreich), auch genannt Ernst Popow, war vor und während des Ersten Weltkriegs ein russischer und danach, auch unter dem Decknamen Felix, ein britischer Kryptoanalytiker.

## Leben
Ernst wurde als Sohn von Karl Fedorowitsch Fetterlein, einem russischen Lehrer der deutschen Sprache in Sankt Petersburg, und dessen Ehefrau Olga Fetterlein, geb. Meier, geboren. Aufgrund der deutschen Abstammung der Familie und des Berufs seines Vaters, erlernte er neben Russisch auch fließend Deutsch. Während des Ersten Weltkriegs arbeitete er als Kryptoanalytiker für den Geheimdienst des letzten Zaren des Russischen Kaiserreichs, Nikolaus II., an der Entzifferung von Geheimnachrichten der Kriegsgegner Deutsches Kaiserreich und Österreich-Ungarn. Aufgrund der während dieser Zeit extrem antideutschen Stimmung in Russland, wurde sein „verräterisch“ klingender Nachname in Popow geändert.
Während der Russischen Revolution von 1917 floh er aus dem Land und gelangte schließlich ins Vereinigte Königreich. Noch während des Ersten Weltkriegs wurde er dort Mitarbeiter einer nachrichtendienstlichen Abteilung der britischen Admiralität, dem sogenannten Room 40. Nach dem Krieg avancierte er in kurzer Zeit zum Spezialisten für die Sowjetunion im britischen MI 1(b). Er arbeitete in London nun als Kryptoanalytiker bei der Government Code and Cypher School (G.C. & C.S.), deutsch etwa „Staatliche Code- und Chiffrenschule“, Vorläuferin der heutigen GCHQ. Im Jahr 1938, mit 65 Jahren, ging er in den Ruhestand.
Jedoch nur ein Jahr später, nachdem durch den deutschen Überfall auf Polen der Zweite Weltkrieg ausgelöst worden war, wurde er reaktiviert. Ähnlich, wie die heute viel berühmteren Codebreakers von Bletchley Park (B.P.) hatte er neue Aufgaben zu lösen. Anders als diese widmete er sich nicht Maschinenschlüsseln, wie Enigma oder dem Lorenz-Schlüsselzusatz, sondern der Kryptanalyse einer speziellen deutschen Handschlüsselmethode, die auf dem an sich unknackbaren Einmalschlüsselverfahren (OTP) basierte. Die Briten hatten dem deutschen Verfahren den Decknamen Floradora gegeben. Ihre amerikanischen Kollegen bezeichneten es schlicht als GEC beziehungsweise GEE, wobei G für German stand.
Im Mai 1940 gelang Fetterlein ein erster Einbruch, nachdem dazugehörige Chiffrierunterlagen, darunter zwei Codebücher, im deutschen Konsulat in Reykjavík auf Island erbeutet werden konnten. Zwei Jahre später, im Mai 1942, gelangte der britische Konsul in Lourenço Marques, wie die Hauptstadt von Mosambik damals hieß, durch einen Zufall in den Besitz von weiteren Schlüsselunterlagen. Daraufhin glückte Ernst Fetterlein in Zusammenarbeit mit Alastair Denniston und Bill Filby in B.P. sowie Solomon Kullback in Washington, D.C., die vollständige Aufdeckung des deutschen Schlüsselverfahrens.
Ernst Fetterlein erlebte den VE-Day nicht. Er starb in seiner Wahlheimat ein Jahr vor der bedingungslosen Kapitulation der Wehrmacht.